# Budgam
Budgam è una città dell'India di 15.932 abitanti, capoluogo del distretto di Budgam, nel territorio del Jammu e Kashmir. In base al numero di abitanti la città rientra nella classe IV (da 10.000 a 19.999 persone).

## Geografia fisica
La città è situata a 34° 37' 45 N e 76° 2' 40 E e ha un'altitudine di 3.193 m s.l.m..

## Società

### Evoluzione demografica
Al censimento del 2001 la popolazione di Budgam assommava a 15.932 persone, delle quali 10.948 maschi e 4.984 femmine. I bambini di età inferiore o uguale ai sei anni assommavano a 1.002, dei quali 491 maschi e 511 femmine. Infine, coloro che erano in grado di saper almeno leggere e scrivere erano 10.894, dei quali 8.816 maschi e 2.078 femmine.